# Napster
Napster（ナップスター）

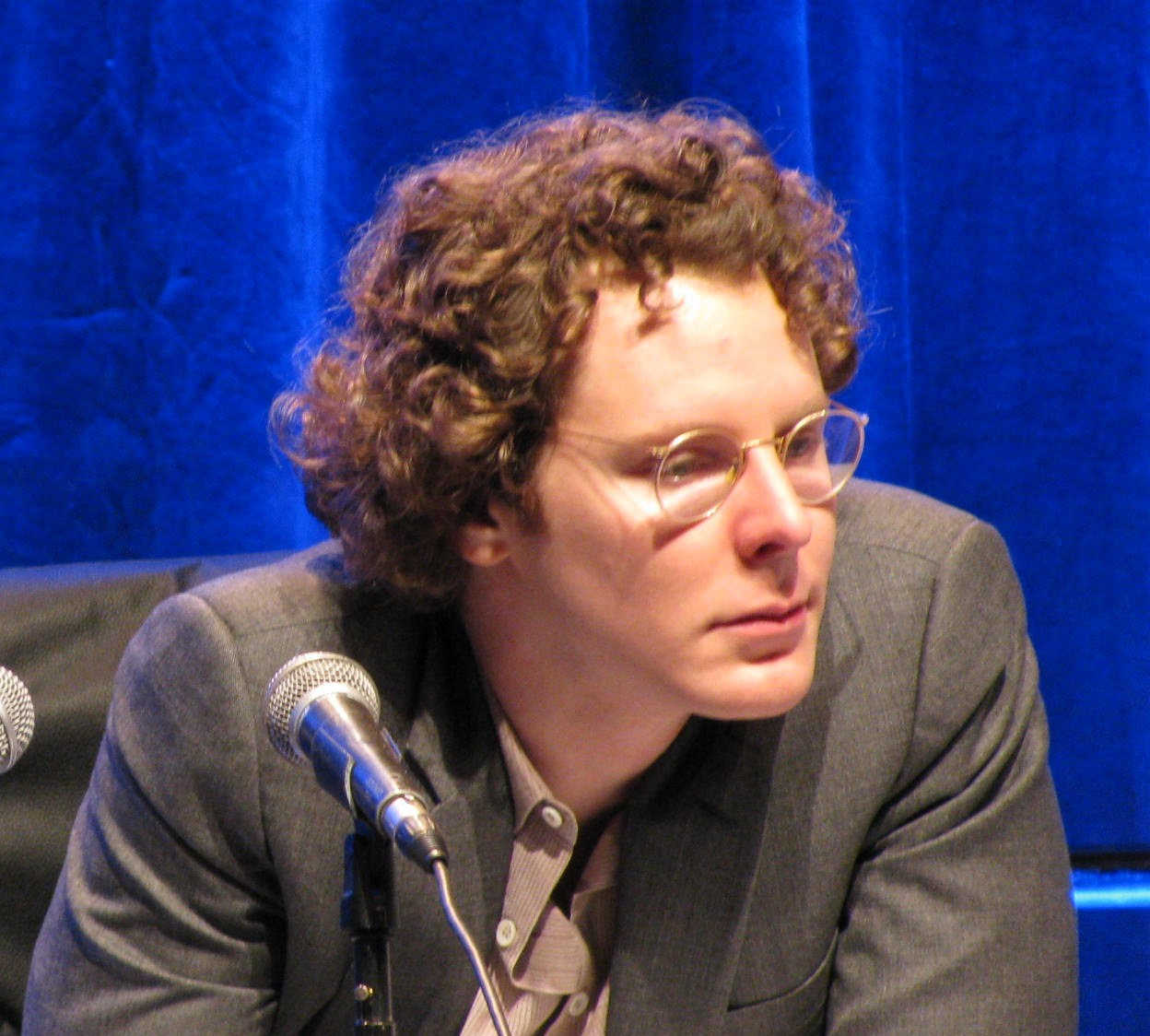
ナップスター共同設立者のショーン・パーカー

1. P2P技術を用いた、音楽の共有を主目的としたファイル共有サービス,またはその実施のために製作されたファイル共有ソフトの名称。
2. 1.により知名度が高まったブランドを利用した音楽配信サービスの名称。
3. 1.および2.のサービスを提供する（またはしていた）企業。

- 本稿は上記全てについて述べる。

## 企業としてのNapster

### 初代
ファイル共有サービスを提供。1999年5月、開発者であるショーン・ファニング（Shawn Fanning）、その叔父のジョン・ファニング、起業家のショーン・パーカー（Sean Parker）の3名により、Napster,Inc.がアメリカ・カリフォルニア州レッドウッドに設立された。ファイル共有サービスNapsterの運営主体である。2003年6月、米国連邦倒産法第7章による清算型倒産（破産）手続開始が決定された。

### 2代目
旧・Roxio社。パッケージソフト製造・販売事業を展開。
- 2002年11月27日：初代Napster社の更生手続に係る資産売却において、負債以外の全資産を現金500万ドルと株式10万株で米Roxioが購入[1]。
- 2003年5月19日：米国ユニバーサル ミュージック グループと米国ソニー・ミュージックエンタテインメントの合弁会社であるPressplayを米Roxioが買収。買収金額は現金1,250万ドル＋Roxio普通株約390万株。
- 2003年10月29日：音楽配信サービス「Napster 2.0」を、一事業部門として開始[2]。
- 2004年8月9日：Napsterへの商号変更計画を発表。
- 2006年：無料音楽配信サービス「Free Napster」提供開始。
- 2007年1月：AOL Musicの定額サービスを現金1500万ドルで買収。
- 2008年9月：米国家電小売大手・Best Buy Co.,Inc.により1億2100万ドルで買収される[3]。
- 2011年11月：Best Buyが音楽定額配信事業のRhapsodyに売却、Napsterブランド消滅。

なお、Roxioのソフトウェア部門は、2004年に米・Sonic Solutionsに売却、2010年12月にSonic社が米・Rovi Corporationに吸収合併され、そこから2012年に加・Corel Corporationに譲渡され、ブランドとしてのRoxioは存続している。

## ファイル共有ソフト・サービスとしてのNapster
P2Pの技術を利用したWindows用ファイル共有サービス・ソフトの一つ。MP3などのファイルをインターネットに接続されたコンピュータ間で共有することができた。

### はじまり
1998年、当時アメリカ・ノース・イースタン大学1年生だったショーン・ファニングは、既存の音楽ファイル検索サービスに不満を持っていたルームメートの声を聞き、大学構内ネットワークで仲間内でMP3などの音楽ファイルを共有できる当ソフトウェアを開発を開始した。なおNapsterとはファニングが古くから使っていたハンドルネームであり、彼の癖毛（nappy＝縮れた）に由来している。「うたたね」の意味のnapとは、特に関連はない。ショーンは大学の教育内容に不満を抱いていたこともあって、1999年1月に大学を中退し、以後開発に専念した。検索機能の開発にはジョーダン・メンデルソンが手腕を発揮した。

### 動作の仕組み
ユーザーは、共有の意思がある音楽ファイルのファイル名等のメタデータをリストとして、Napster社のサーバに登録し、サーバがファイル名および所有者のリストを取りまとめ、管理する。ファイルの受け取りは、ファイルをダウンロードしようとする者が、サーバに存在するファイル名のリストから欲しいファイルと所有者を検索し、ファイル所有者から直接ダウンロードする形であった（ハイブリッドP2P）。

#### ソフト詳説
当ソフトはファイル共有を機能だけでなくIRCなど、音楽コミュニティのための道具として作られている。そのためか、利用にあたってはメールアドレス、年齢(5歳刻み)、年収、学歴(学位)、性別、国名、郵便番号の登録が求められていた。ファイルの共有可否は、フォルダごとに設定できるようになっており、一切非公開の設定も可能であった。共有公開にあたっては、公開者IPアドレス、ポート番号、ping時間、ファイル名、ファイルパス、ファイルサイズ、ビットレート、サンプリング周波数、演奏時間などが取得され、Napster社のサーバに送信される。ID3タグは収集しない。

### プロトコル
プロトコルは公開されていないが、暗号化が施されていなかった為解析され、OpenNapなどの互換ソフトウェアが登場した。プロトコルは数次に渡り大小の変更がなされていた。

### ネットワークへの負荷
当時、一般世帯でのインターネットへの接続手段はダイアルアップ接続が主であり、高速アクセス回線であるADSLもCATVのDOCSISも最初の規格が策定されて間もない状況であった。そのため、当サービス利用者はDigital Signal level 1（T1）などの高速回線が接続され、また同一ネットワーク内にNapster利用者が存在している大学内あるいは企業内ネットワークに接続できる人物が多かったとされている。一部の大学においては、当ソフトウェアによるネットワーク負荷が重いことを理由に使用を禁じることもあったほか、後述の法的理由により使用を禁じる大学もあった。

### 法的懸案と訴訟
著作権を無視したファイル交換が日常的におこなわれる（流通量の約90%だったといわれている）ことにより、このソフトを開発したNapster社はアメリカレコード協会（RIAA）などから提訴され、敗訴（Napster訴訟）。その後、このソフト、サービスは姿を消した。2000年代のインターネット社会に大きな衝撃を与えた事件である。

## 音楽配信サービスとしての Napster

### 北米・欧州での展開
米・Napster（法人格は前述の2代目）が2003年10月29日に「Pressplay」として提供していたサービスの名称を「Napster 2.0」に変更する形で開始。当初はデジタル著作権管理技術（DRM）を使用したWMA方式を採用していたが、2008年1月7日に楽曲販売におけるDRMフリー化を発表。2011年11月に同業のRhapsodyに買収され、同年12月にはサービスもRhapsodyに吸収される形でNapsterブランドでの音楽配信サービスは終息した。その後、2016年7月14日、Rhapsody Internationalは「Rhapsody」ブランドで提供している音楽配信サービスを「Napster」ブランドに変更すると発表し、Napsterブランドが復活した。

### 日本での展開

#### タワーレコード傘下
日本では米・Napster（法人格は前述の2代目）とタワーレコード株式会社が合弁で日本法人「ナップスタージャパン株式会社」を設立し、2006年10月3日より「Napster Japan」としてパソコン向けサービスを開始。当時の日本国内の音楽配信サイトとしては珍しい、月額定額制（サブスクリプション）サービスでPCのライブラリをWMA DRM対応のデジタルオーディオプレーヤーや「うた・ホーダイ」対応機種の携帯端末への転送が可能な会員種別（Napster To Go）も存在した。
2007年には、Napster Japanのiモードサイトを開設し、NTTドコモがコンテンツプロバイダの一つとして、うた・ホーダイのサービスを開始した。対応する携帯電話端末ではPC版のNapster To Go相当の楽曲を同額の料金で利用することができた。iモード版とパソコン版（Napster To Go）の登録は相互に紐づけることが可能で、一方で登録すれば追加料金なく他方でも利用可能であった。
2009年12月時点で、洋楽を中心に配信数960万曲以上を提供していた。
2010年3月1日、タワーレコードとナップスタージャパンは共同で、ナップスタージャパンが提供している全サービスの終了を発表。新規登録やアカウント作成は同年3月31日、うた・ホーダイサービスは同年4月30日、PC向け月額定額制サービスは同年5月31日をもって終了した。米国および欧州市場対応で米・Napsterの楽曲許諾やシステムはDRMフリーへの移行を進めており、一方日本側は対応する大規模な支出は困難との判断がサービス終了の理由だとしている。

#### Rakuten Musicへの楽曲提供
2017年5月31日、Rhapsody Internationalと楽天は提携し、Napsterにて配信している楽曲をRakuten Musicに提供すると発表した。

## 沿革
- 1999年5月 - 起業。ファイル共有ソフトで一躍有名になる。
- 2000年7月 - RIAA、Napster社を北カリフォルニア連邦地裁に提訴、仮決定。
- 2000年10月31日 - 独ベルテルスマン（Bertelsmann）社と、個人間ファイル交換サービスで提携。
- 2001年2月12日 - サンフランシスコ第9巡回区連邦控訴裁判所が、北カリフォルニア連邦地裁に判決の修正命令。
- 2003年5月 - Napster訴訟の原告側でもあるBMGエンタテインメントの親会社、ベルテルスマンが買収を発表するも、9月にアメリカ連邦倒産裁判所が再建策を却下。後に、米国のソフトメーカーであるRoxioがNapster社の資産を買収し、すべての知的資産取得。
- 2004年8月9日 - Roxioが 社名を Napster に変更。
- 2005年10月 - タワーレコード株式会社と合弁でナップスタージャパン株式会社を設立。
- 2006年10月3日 - 日本での音楽配信サービス開始。
- 2008年1月7日 - ダウンロード販売の楽曲をDRMフリーのMP3形式に統一することを発表。
- 2010年3月1日 - 日本法人の2010年5月31日を以てのサービス終了を発表。